# 東京都道312號白金台町等等力線
東京都道312號白金台町等等力線是由日本東京都港區經品川區、目黑區至世田谷區的都道。通稱「目黑通」。

## 概要
- 起點：東京都港區白金台一丁目（清正公（日语：覚林寺）前交差點）
- 終點：東京都世田谷區玉堤二丁目

## 歷史

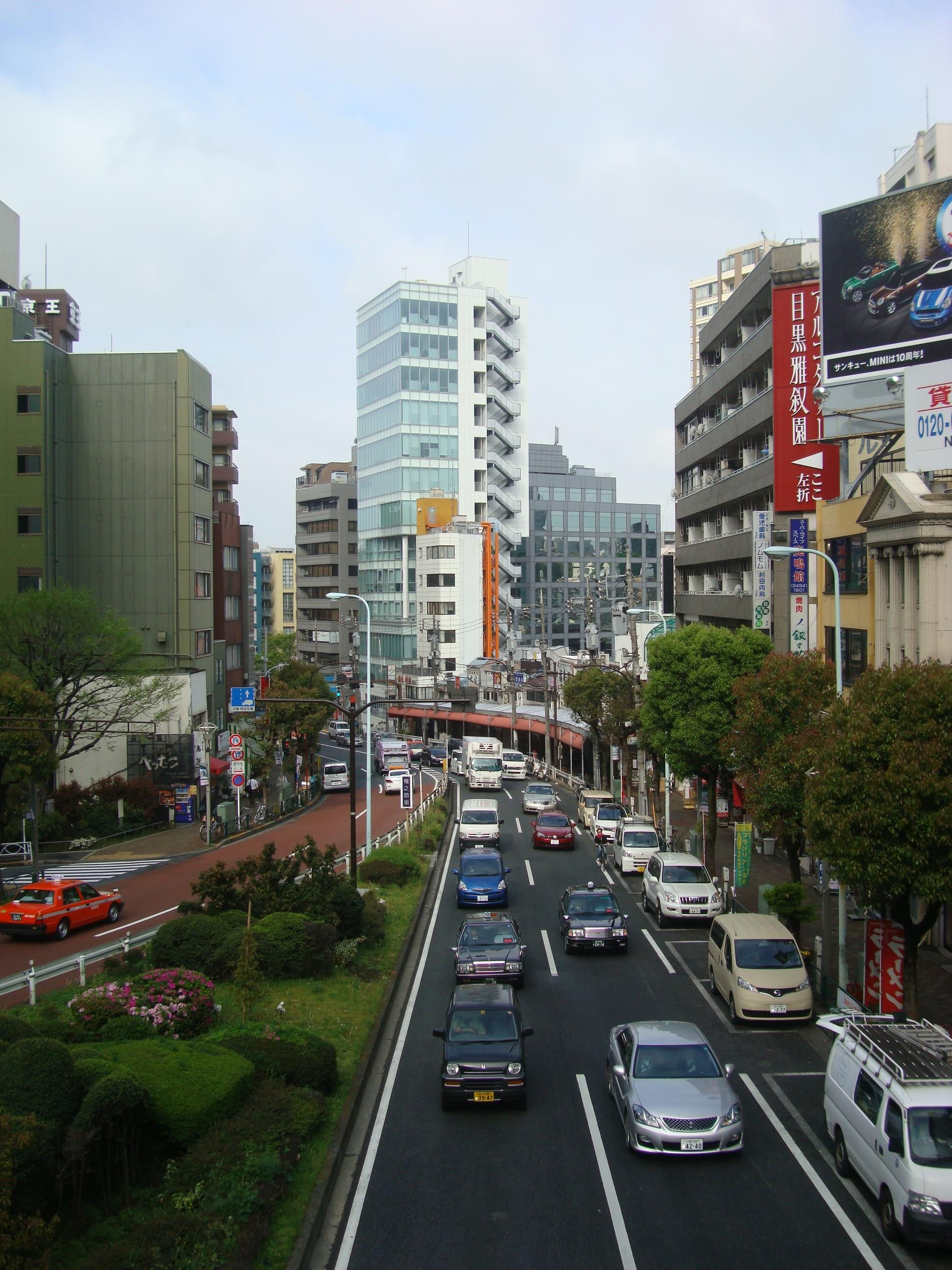
權之助坂（目黑區下目黑）

從江戶時代古地圖就有此條道路，是當時江戶往大鳥神社、目黑不動尊，以及淨真寺（九品佛）的路線。
1920年（大正9年）4月1日「東京府告示第百六十二號」（府縣道之認定）指定為東京府道20號芝溝口線，為現在東京都道312號白金台町等等力線的前身。
之後以放射第3號線，配合1964年東京奧運，進行玉川等等力一丁目、二丁目的整備。
1970年，大鳥神社前交差點至目黑繞道分岐約450公尺區間，與玉川通一同設置東京都最早的巴士優先車道。

## 路線狀況
跨越目黑川的權之助坂坡度較陡。等等力不動前交差點前方是國分寺崖線坡道，沿著坡道往下至多摩川堤岸、多摩堤通即為本線終點。

### 通稱
- 目黑通

## 地理

### 通過自治體
- 東京都
  - 港區 - 品川區 - 目黑區 - 世田谷區

### 交會道路
- 國道1號櫻田通（港區清正公前交差點）
- 東京都道418號北品川四谷線（日语：東京都道418号北品川四谷線）外苑西通（港區白金台交差點）
- 東京都道418號北品川四谷線（港區上大崎交差點（支線：港区庭園美術館西交差點））
  - 與首都高速2號目黑線交會，近目黑出入口
- 東京都道317號環狀六號線山手通（目黑區大鳥神社（日语：大鳥神社 (目黒区)）交差點）
- 東京都道420號鮫洲大山線（日语：東京都道420号鮫洲大山線）26號線通（目黑區目黑郵便局（日语：目黒郵便局）前交差點）
- 東京都道318號環狀七號線環七通（目黑區柿之木坂陸橋交差點）
- 東京都道426號上馬奧澤線（日语：東京都道426号上馬奥沢線）自由通（目黑區中根交差點）
- 東京都道311號環狀八號線（日语：東京都道311号環状八号線）環八通（世田谷區等等力不動前交差點）
- 東京都道11號大田調布線（日语：東京都道11号大田調布線）多摩堤通（世田谷區玉堤）

#### 周邊鐵道路線
- 白金高輪站 - 白金台站（東京地下鐵南北線、都營地下鐵三田線）
- 目黑站（山手線、東急目黑線、東京地下鐵南北線、都營地下鐵三田線）
- 都立大學站（東急東橫線）
- 等等力站（東急大井町線）

## 多摩川架橋計劃
目前正在規劃將目黑通延長跨越多摩川架設新橋（暫稱：等等力大橋）。
戰後曾有規劃但未能實現。2004年（平成16年），東京都與川崎市共同宣布架橋計畫。東京都在3月擬定的「區部都市計畫道路整備方針」中將多摩川新橋列為「優先整備路線」。川崎市也在2004年（平成16年）度研究經費中加入都市計畫道路宮內新橫濱線延伸多摩川河岸架設新橋連接目黑通的構想計畫。如果實現，將可將過去因多摩川氾濫與治水而分隔兩岸的東京都與川崎市「等等力」連接起來。
2017年，東京都側的道路用地收購已接近完成，也完成測量工作，預定啟動下部基礎工程。
現在預定在2025年度完工。
等等力大橋將計畫連結都市計畫道路宮內新橫濱線，直通新橫濱站前。

## 關連項目
東京都道一覽

## 外部連結
- 東京都 （页面存档备份，存于）
  - 建設局 （页面存档备份，存于）（道路 （页面存档备份，存于））
  - 都市整備局 （页面存档备份，存于）